# Rajd Cypru 2015

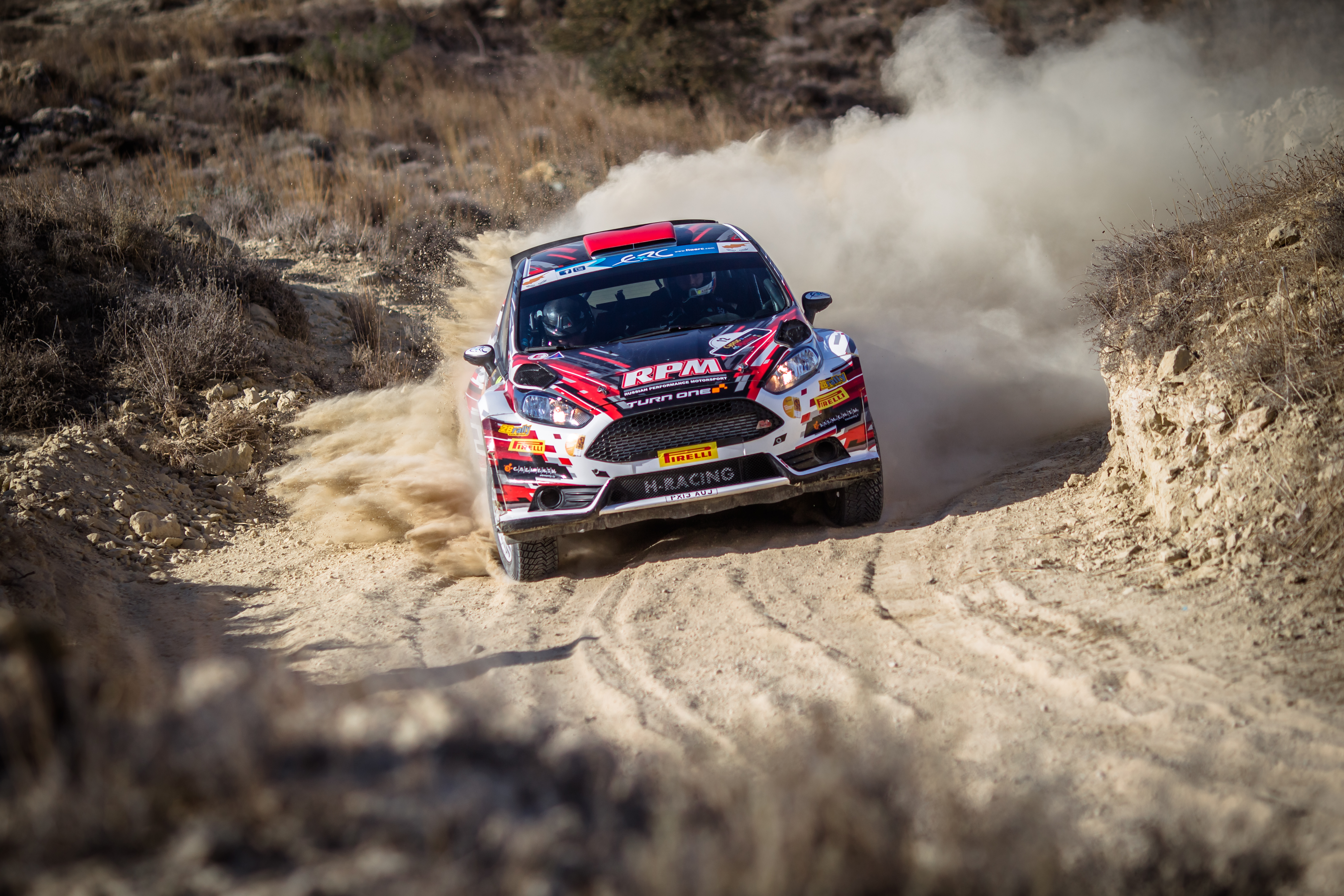
Aleksiej Lukjanuk podczas rajdu

Rajd Cypru 2015 (44. CNP Asfalistiki Cyprus Rally 2015) – 44 edycja Rajdu Cypru rozgrywanego na Cyprze. Rozgrywany był od 25 do 27 września 2015 roku. Była to jedenasta runda Rajdowych Mistrzostw Europy w roku 2015. Składała się z 16 odcinków specjalnych.

## Zwycięzcy odcinków specjalnych[4]
| Dzień       | Numer odcinka | Nazwa odcinka       | Długość  | Zwycięzca odcinka                   | Nr Sam. | Samochód        | Czas    | Śr. pr.    | Lider rajdu                         |
| ----------- | ------------- | ------------------- | -------- | ----------------------------------- | ------- | --------------- | ------- | ---------- | ----------------------------------- |
| 26 września | OS1           | Kotsiatis           | 15.20 km | Nasser Al-Attiyah Matthieu Baumel   | 1       | Ford Fiesta RRC | 9:19.1  | 97.9 km/h  | Nasser Al-Attiyah Matthieu Baumel   |
| 26 września | OS2           | Lythrodontas 1      | 22.00 km | Kajetan Kajetanowicz Jarosław Baran | 11      | Ford Fiesta R5  | 15:55.0 | 82.9 km/h  | Nasser Al-Attiyah Matthieu Baumel   |
| 26 września | OS3           | Lagia 1             | 10.34 km | Kajetan Kajetanowicz Jarosław Baran | 11      | Ford Fiesta R5  | 8:35.0  | 72.3 km/h  | Kajetan Kajetanowicz Jarosław Baran |
| 26 września | OS4           | Klavdia 1           | 11.42 km | Kajetan Kajetanowicz Jarosław Baran | 11      | Ford Fiesta R5  | 6:15.2  | 109.6 km/h | Kajetan Kajetanowicz Jarosław Baran |
| 26 września | OS5           | Lythrodontas 2      | 22.00 km | Nasser Al-Attiyah Matthieu Baumel   | 1       | Ford Fiesta RRC | 15:57.4 | 82.7 km/h  | Kajetan Kajetanowicz Jarosław Baran |
| 26 września | OS6           | Lagia 2             | 10.34 km | Kajetan Kajetanowicz Jarosław Baran | 11      | Ford Fiesta R5  | 8:30.6  | 72.9 km/h  | Kajetan Kajetanowicz Jarosław Baran |
| 26 września | OS7           | Klavdia 2           | 11.42 km | Kajetan Kajetanowicz Jarosław Baran | 11      | Ford Fiesta R5  | 6:14.2  | 109.9 km/h | Kajetan Kajetanowicz Jarosław Baran |
| 26 września | OS8           | CNP Alfalistiki SSS | 6.48 km  | Kajetan Kajetanowicz Jarosław Baran | 11      | Ford Fiesta R5  | 5:25.1  | 71.8 km/h  | Kajetan Kajetanowicz Jarosław Baran |
| 27 września | OS9           | Yeri 1              | 13.14 km | Kajetan Kajetanowicz Jarosław Baran | 11      | Ford Fiesta R5  | 7:14.0  | 109.0 km/h | Kajetan Kajetanowicz Jarosław Baran |
| 27 września | OS10          | Ayia Marina 1       | 11.41 km | Nasser Al-Attiyah Matthieu Baumel   | 1       | Ford Fiesta RRC | 6:46.9  | 100.9 km/h | Kajetan Kajetanowicz Jarosław Baran |
| 27 września | OS11          | Kellia 1            | 9.93 km  | Nasser Al-Attiyah Matthieu Baumel   | 1       | Ford Fiesta RRC | 5:17.8  | 112.5 km/h | Kajetan Kajetanowicz Jarosław Baran |
| 27 września | OS12          | Tseri 1             | 13.17 km | Nasser Al-Attiyah Matthieu Baumel   | 1       | Ford Fiesta RRC | 6:43.4  | 117.5 km/h | Kajetan Kajetanowicz Jarosław Baran |
| 27 września | OS13          | Yeri 2              | 13.14 km | Nasser Al-Attiyah Matthieu Baumel   | 1       | Ford Fiesta RRC | 7:07.0  | 110.8 km/h | Kajetan Kajetanowicz Jarosław Baran |
| 27 września | OS14          | Ayia Marina 2       | 11.41 km | Nasser Al-Attiyah Matthieu Baumel   | 1       | Ford Fiesta RRC | 6:41.1  | 102.4 km/h | Kajetan Kajetanowicz Jarosław Baran |
| 27 września | OS15          | Kellia 2            | 9.93 km  | Nasser Al-Attiyah Matthieu Baumel   | 1       | Ford Fiesta RRC | 5:15.1  | 113.4 km/h | Nasser Al-Attiyah Matthieu Baumel   |
| 27 września | OS16          | Tseri 2             | 13.17 km | Nasser Al-Attiyah Matthieu Baumel   | 1       | Ford Fiesta RRC | 6:34.8  | 120.1 km/h | Nasser Al-Attiyah Matthieu Baumel   |

## Wyniki rajdu[5]
| Miejsce | Kierowca              | Pilot              | Samochód                 | Czas      | Strata   | Pkt ERC |
| ------- | --------------------- | ------------------ | ------------------------ | --------- | -------- | ------- |
| 1       | Nasser Al-Attiyah     | Matthieu Baumel    | Ford Fiesta RRC          | 2:08:38.4 | –        | –       |
| 2       | Kajetan Kajetanowicz  | Jarosław Baran     | Ford Fiesta R5           | 2:08:45.4 | +7.0     | 25+14   |
| 3       | Abdulaziz Al-Kuwari   | Marshall Clarke    | Ford Fiesta RRC          | 2:12:38.4 | +4:00.0  | –       |
| 4       | Bruno Magalhães       | Carlos Magalhães   | Peugeot 208 T16          | 2:13:10.5 | +4:32.1  | 18+12   |
| 5       | Robert Consani        | Lara Vanneste      | Citroën DS3 R5           | 2:14:21.4 | +5:43.0  | 15+9    |
| 6       | Jaromír Tarabus       | Daniel Trunkát     | Škoda Fabia S2000        | 2:14:55.2 | +6:16.8  | 12+7    |
| 7       | Aleksiej Lukjanuk     | Aleksiej Arnautow  | Ford Fiesta R5           | 2:16:00.9 | +7:22.5  | 10+5    |
| 8       | Christos Demosthenous | Pambos Laos        | Mitsubishi Lancer Evo IX | 2:17:07.7 | +8:29.3  | 8+3     |
| 9       | Antonín Tlusťák       | Ladislav Kučera    | Škoda Fabia S2000        | 2:18:25.1 | +9:46.7  | 6+2     |
| 10      | Dávid Botka           | Péter Szeles       | Mitsubishi Lancer Evo IX | 2:18:42.2 | +10:03.8 | 4+1     |
| 11      | Vojtěch Štajf         | František Rajnoha  | Subaru Impreza STi N16   | 2:20:30.8 | +11:52.4 | 2       |
| 12      | Savvas Savva          | Andreas Papandreou | Mitsubishi Lancer Evo IX | 2:20:32.4 | +11:54.0 | 1       |